# 越前花堂駅
越前花堂駅（えちぜんはなんどうえき）は、福井県福井市花堂中一丁目にある、ハピラインふくい・西日本旅客鉄道（JR西日本）の駅である。
両社の共同使用駅であり、ハピラインふくいが駅を管轄する。
2024年3月16日の北陸新幹線開業による経営移管までは、JR西日本北陸本線が乗り入れており、同社金沢支社福井地域鉄道部の管轄駅であった。

## 概要
当駅は越美北線開業時に旅客駅として開設した。1968年（昭和43年）10月1日のダイヤ改正（いわゆるヨンサントオ）の際に、北陸本線ホームが増設されている。そのような経緯から、JR単独駅時代は当駅の所属路線は北陸本線ではなく開業当初の所属路線である越美北線となっていた。しかし、国鉄分割民営化時にかつての分岐駅であった南福井駅（貨物駅）から当駅までの区間が「越美北線と北陸本線の重複区間」という扱いから「北陸本線単独区間」に変更されており、営業上では当駅で本来の所属線たる越美北線が枝線として北陸本線に接続する形となった。
2024年（令和6年）3月16日の北陸新幹線の金沢駅 - 敦賀駅間の開業後、北陸本線がJR西日本から経営分離され、同線の駅はハピラインふくいに移管された。

### 乗り入れ路線
当駅にはハピラインふくいのハピラインふくい線とJR西日本の越美北線（九頭竜線）の2社2路線が乗り入れている。越美北線は線路名称上では当駅が起点であるが、越美北線の列車はすべてハピラインふくい線に直通し福井駅まで運転される。

## 歴史

### 年表
- 1960年（昭和35年）12月15日：日本国有鉄道の越美北線が勝原駅までの開業と同時に駅開設（旅客駅）[1][3][4]。駅員無配置駅[16]。
- 1968年（昭和43年）
  - 9月25日：駅舎を新設[17]。
  - 10月1日：ダイヤ改正に伴い、北陸本線のホームを設置[3][5]。
- 1984年（昭和59年）4月1日：無人駅化[2]。
- 1987年（昭和62年）4月1日：国鉄分割民営化により西日本旅客鉄道の駅となる[1]。越美北線の起点が南福井駅から当駅に変更される[1]。
- 2018年（平成30年）9月15日：ICカード「ICOCA」の利用が可能となる（越美北線六条駅以東は対象外）[18][19][20][21][22][23]。
- 2024年（令和6年）3月16日：北陸新幹線の金沢駅 - 敦賀駅間開業に伴い、北陸本線の駅がJR西日本からハピラインふくいに移管される[10][11][12]。

### 備考
越美北線の起点駅であるが、上記のようにハピラインふくい線（旧北陸本線）のホームは越美北線の部分開業後に開設されたため、国鉄分割民営化までは隣接する貨物駅の南福井駅が同線の起点となっていた。現在も実際の線路分岐部分は南福井駅構内に含まれているため、運転取り扱い上では同駅をハピラインふくいとJR西日本の資産上の境界と扱っている。
2024年3月16日より青春18きっぷ利用者は当駅から敦賀駅間は小浜線西敦賀駅以遠および北陸本線新疋田駅以遠と越美北線の駅（当駅は除く）を移動する際、通過利用する場合に限り利用可能となった（敦賀駅および当駅に限り途中下車可能）。ただし当駅隣の福井駅を含めたその他ハピラインふくい線の駅で下車の場合は全乗車区間に対する運賃が必要となる。

## 駅構造
ハピラインふくい線は相対式ホーム2面2線、九頭竜線は単式ホーム1面1線、合計3面3線のホームを有する地上駅である。
駅構内には化粧室・屋内待合室・簡易型自動券売機・ICカード専用の簡易改札機などが設置されている。ハピラインふくいへの移管後は、同社の自動券売機でJR西日本（越美北線）への片道乗車券を販売している。
ハピラインふくい線のホームに対して九頭竜線のホームが扇形に開いている。駅舎はハピラインふくい線下りホーム側にあり、ハピライン上りホームへは跨線橋を渡って移動、さらに九頭竜線ホームへはそのハピライン上りホームから連絡通路を通ることになるが、ハピラインふくい線上りホームの東側に隣接して北陸新幹線の高架橋が並行しいるため、新幹線敷地より東側にある九頭竜線ホームへの連絡通路は北陸新幹線と立体交差している。この鉄道建設・運輸施設整備支援機構が所有する新幹線敷地を挟んで、九頭竜線の駅部はJR西日本の財産のままとなっており、九頭竜線ホーム上の駅名標は駅の2024年移管後も2020年頃に越美北線開業時の国鉄様式から掛け替えられたJR西日本様式のものが存続している。
当駅は無人駅であるが、平日朝の時間帯に限り、移管前はJR西日本の駅係員が派遣され、改札業務を行っていた（移管後の対応は不明）。 九頭竜線は、一部の時間帯で全てのドアが開く。

### のりば
| のりば                   | 路線                     | 方向                     | 行先                     | 備考                     |
| ハピラインふくい線ホーム | ハピラインふくい線ホーム | ハピラインふくい線ホーム | ハピラインふくい線ホーム | ハピラインふくい線ホーム |
| ------------------------ | ------------------------ | ------------------------ | ------------------------ | ------------------------ |
| 1                        | ■ハピラインふくい線      | 下り                     | 福井・金沢方面           | 武生方面からの列車       |
| 2                        | ■ハピラインふくい線      | 上り                     | 武生・敦賀方面           |                          |
| JR九頭竜線ホーム         |                          |                          |                          |                          |
| 九頭竜線 のりば          | ■九頭竜線                | -                        | 越前大野・九頭竜湖方面   |                          |
| 九頭竜線 のりば          | ■ハピラインふくい線      | 下り                     | 福井方面                 | 九頭竜線方面からの列車   |

付記事項
- ハピラインふくい線ホームにはのりば番号が設定されている。その一方で九頭竜線ホームののりば番号は制定されておらず、旅客案内上では「九頭竜線のりば」と呼称されている[6]。
- 当駅の接近音は、以前までは接近ブザーが鳴っていたが、北陸新幹線工事中の2019年冬に故障したため、3月に接近メロディーへと更新された[要出典]。

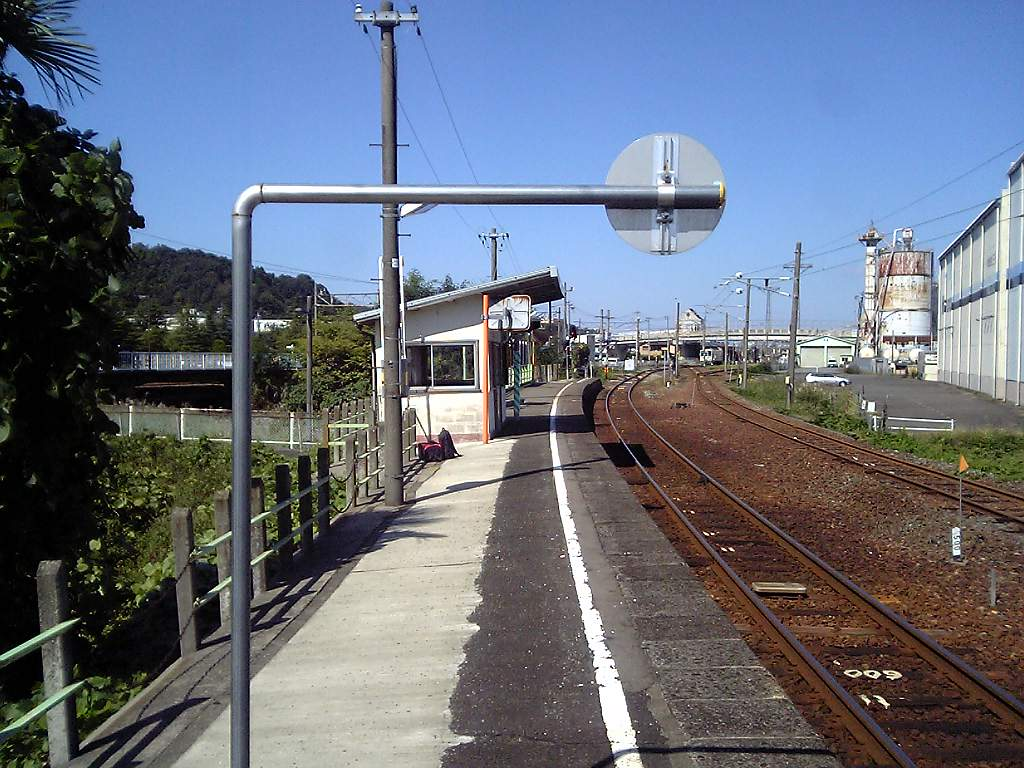
九頭竜線ホーム（2009年10月）
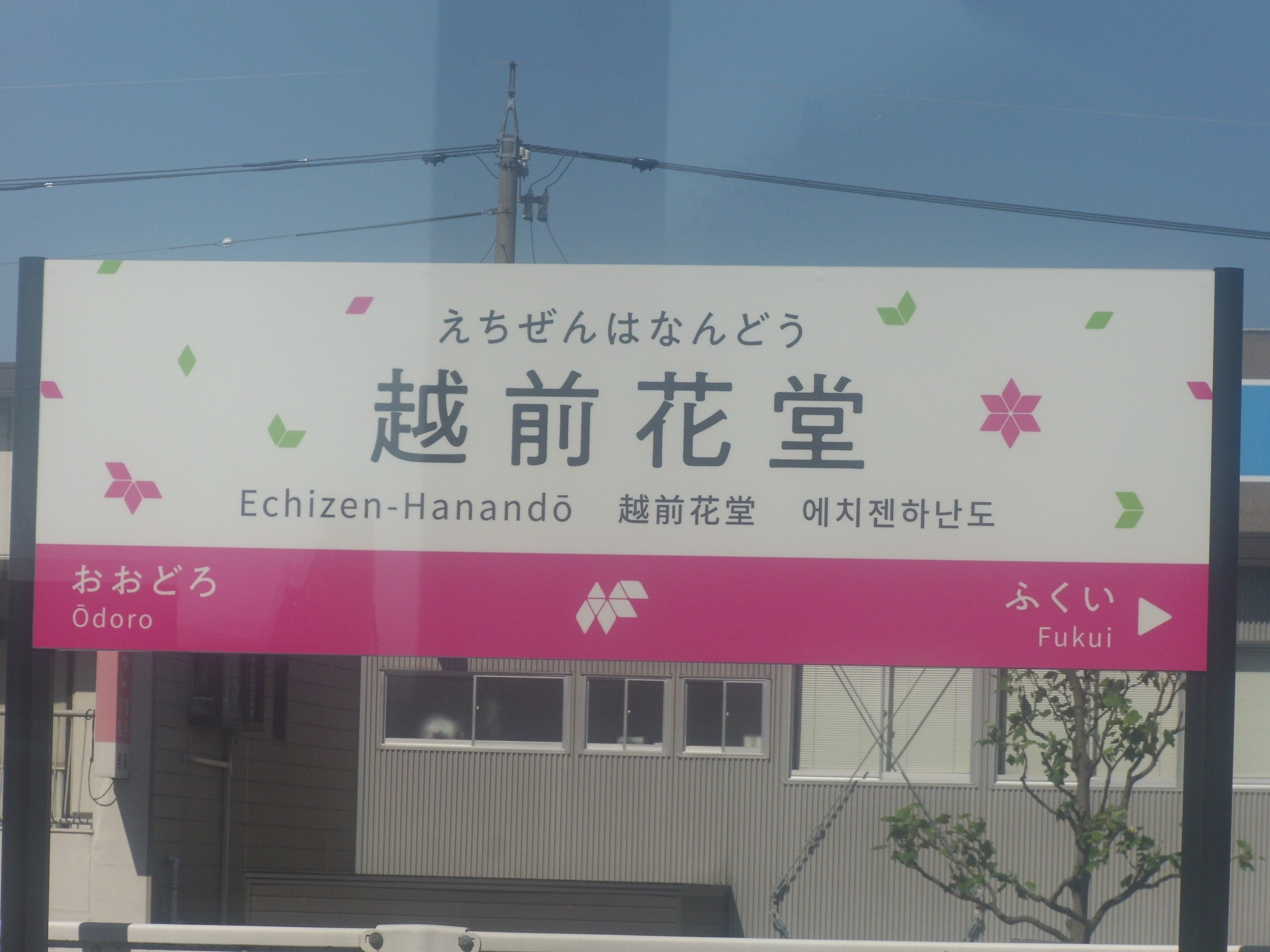
ハピラインふくい　駅名標
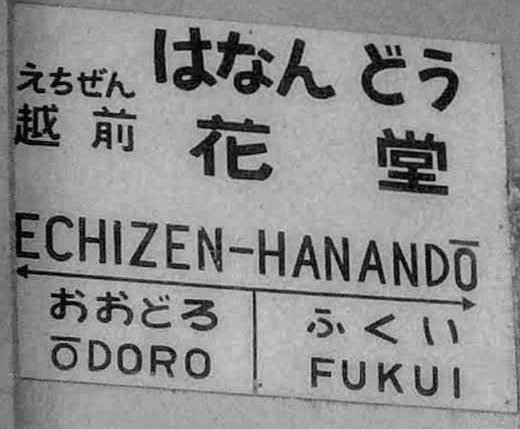
九頭竜線駅名標（2018年9月）

## 利用状況
| 年度               | 1日平均乗車人員 |
| ------------------ | --------------- |
| 1960年（昭和36年） | 13              |
| 1961年（昭和36年） | 29              |
| 1962年（昭和37年） | 1               |
| 1963年（昭和38年） | 19              |
| 1964年（昭和39年） | 21              |
| 1965年（昭和40年） | 13              |
| 1966年（昭和41年） | 13              |
| 1967年（昭和42年） | 33              |
| 1968年（昭和43年） | 137             |
| 1969年（昭和44年） | 181             |
| 1970年（昭和45年） | 163             |
| 1971年（昭和46年） | 88              |
| 1972年（昭和47年） | 57              |
| 1973年（昭和48年） | 126             |
| 1974年（昭和49年） | 138             |
| 1975年（昭和50年） | 141             |
| 1976年（昭和51年） | 130             |
| 1977年（昭和52年） | 147             |
| 1978年（昭和53年） | 162             |
| 1979年（昭和54年） | 129             |
| 1980年（昭和55年） | 150             |
| 1981年（昭和56年） | 129             |
| 1982年（昭和57年） | 125             |
| 1983年（昭和58年） | 132             |
| 1984年（昭和59年） | 137             |
| 1985年（昭和60年） | 143             |
| 1986年（昭和61年） | 139             |
| 1987年（昭和62年） | 181             |
| 1988年（昭和63年） | 150             |
| 1989年（平成元年） | 153             |
| 1990年（平成2年）  | 165             |
|                    |                 |
| 1999年（平成11年） | 269             |
| 2000年（平成12年） | 303             |
| 2001年（平成13年） | 295             |
| 2002年（平成14年） | 277             |
| 2003年（平成15年） | 274             |
| 2004年（平成16年） | 278             |
| 2005年（平成17年） | 302             |
| 2006年（平成18年） | 288             |
| 2007年（平成19年） | 307             |
| 2008年（平成20年） |                 |
| 2009年（平成21年） |                 |
| 2010年（平成22年） |                 |
| 2011年（平成23年） | 349             |
| 2012年（平成24年） | 361             |
| 2013年（平成25年） | 379             |
| 2014年（平成26年） | 384             |
| 2015年（平成27年） | 391             |
| 2016年（平成28年） | 440             |
| 2017年（平成29年） | 476             |
| 2018年（平成30年） | 480             |
| 2019年（令和元年） | 460             |
| 2020年（令和2年）  | 359             |

## 駅周辺
駅北方に南福井駅（JR貨物関西支社福井営業所）があることから、周辺は貨物自動車運送業や倉庫業の事業所が多い。また、ハピラインふくい線を挟んで東側にハピラインふくい車両管理センター（旧JR西日本金沢支社金沢総合車両所敦賀支所福井派出）がある。ちなみに、福井鉄道福武線の花堂駅は西方約300 mの所にある。
- サカイオーベックス花堂合繊工場
- 福井市消防局南消防署
- ショッピングシティベル
- 社会保険診療報酬支払基金福井支部
- 福井県板金高等職業訓練校
- 福井県立羽水高等学校
- 福井CHOP - ライブハウス
- 福井県道229号福井鯖江線（フェニックス通り）
- 福井市道南福井駅前線[29]

駅舎前には福井交通の乗合タクシーの停留所が設置されている。
越前花堂駅
- 乗合タクシー清水山線 - 清水プラント3行き、坪谷止まり、福井南特別支援学校前止まり

## 隣の駅
ハピラインふくい
■ハピラインふくい線
■快速
通過
■普通
大土呂駅 - 越前花堂駅 - （貨）南福井駅 - 福井駅
西日本旅客鉄道（JR西日本）
■九頭竜線（越美北線、福井 - 当駅間はハピラインふくい線から直通）
福井駅 - （貨）南福井駅 - 越前花堂駅 - 六条駅